# Алі Фарід Ахмедович
Фарід Ахмедович Алі (нар. 11 лютого 1992) — український футболіст, півзахисник і нападник польського клубу ГКС (Ястшембє).

## Біографія
Вихованець ДЮСШ київського «Арсеналу». З 2006 по 2009 рік провів 66 матчів і забив 15 м'ячів в чемпіонаті ДЮФЛ.
У 2009 році потрапив в основну заявку «Арсеналу», за молодіжну (U-21) команду якого дебютував 17 липня того ж року у виїзній грі проти луганської «Зорі». У складі «канонірів» перебував до 2012 року, провівши за цей час 47 зустрічей за «молодіжку», в основну команду так і не пробившись.
У 2013 році перейшов у запорізький «Металург», за молодіжну команду якого вперше зіграв 5 квітня того ж року в домашньому поєдинку проти своєї колишньої команди. У сезоні 2013/14 став найкращим бомбардиром запорізької «молодіжки», забивши 11 голів. 31 жовтня 2015 року дебютував в основному складі «Металурга» у виїзному матчі Прем'єр-ліги проти львівських «Карпат», вийшовши на заміну замість Іллі Корнєва на 82-й хвилині зустрічі.

## Статистика виступів в Україні
| Клуб                 | Ліга         | Сезон   | Чемпіонат | Чемпіонат | Кубок | Кубок | Дубль | Дубль |
| Клуб                 | Ліга         | Сезон   | Ігри      | Голи      | Ігри  | Голи  | Ігри  | Голи  |
| -------------------- | ------------ | ------- | --------- | --------- | ----- | ----- | ----- | ----- |
| Арсенал (Київ)       | Прем'єр-ліга | 2009/10 |           |           |       |       | 10    | 0     |
| Арсенал (Київ)       | Прем'єр-ліга | 2010/11 |           |           |       |       | 22    | 0     |
| Арсенал (Київ)       | Прем'єр-ліга | 2011/12 |           |           |       |       | 15    | 0     |
| Металург (Запоріжжя) | Прем'єр-ліга | 2012/13 |           |           |       |       | 4     | 0     |
| Металург (Запоріжжя) | Прем'єр-ліга | 2013/14 |           |           |       |       | 27    | 11    |
| Металург (Запоріжжя) | Прем'єр-ліга | 2014/15 |           |           |       |       | 9     | 1     |
| Металург (Запоріжжя) | Прем'єр-ліга | 2015/16 | 1         | 0         |       |       | 12    | 2     |